# 公孙敬声
公孙敬声（前2世纪—前91年），西汉北地郡义渠县（今甘肃省庆阳市、泾川县一带）人。公孙贺的儿子。
公孙敬声之母是汉武帝皇后卫子夫的姐姐，于是宠贵受重用，年少就代父为太仆。公孙贺当时在朝做丞相，很得武帝信任，公孙敬声在朝做太仆，父子二人权倾一时。公孙敬声骄奢不法，征和年间，擅用北军之钱，被发觉下狱。丞相公孙贺缉捕京师大侠朱安世为儿子赎罪。朱安世被捕后，从狱中上书，告发公孙敬声与汉武帝女阳石公主私通，并用巫蛊诅咒武帝。于是下狱，父子全都死於狱中，全家亦遭诛连。

## 家庭
- 父亲：公孙贺（死于巫蛊之祸）
- 母亲：卫君孺
- 妻子：□氏